# ホセ・カオル・ドク
ホセ・カオル・ドク・ベルメホ（José Kaor Dokú Bermejo、道工 薫〈どく かおる〉、1924年5月16日 - 2022年12月20日）は、コロンビア・アトランティコ県ウシアクリ出身の元サッカー選手、元サッカー指導者、コロンビア海軍の軍人。元サッカーコロンビア代表。
1948年創立のコロンビアのプロリーグ初年度に優勝したインデペンディエンテ・サンタフェの優勝メンバーである。

## 来歴
広島県竹原市出身の日本人の父親とコロンビア人の母親との間に生まれた日系コロンビア人。洗礼の名前はKaoru Dokú Bermejo。8歳の時にバランキージャに移り住み、14歳の時にプラテンセに所属、1941年に同市のアマチュアリーグ・ファーストカテゴリのナリーニョに所属し、サッカー選手としてのキャリアを開始した。1943年2月16日にコロンビア海軍に入隊した。日本の祖先を誇りに思っていたが、誰にも名前を理解されなかったため、入隊時にJosé Kaor Dokú Bermejoに改名した。アトレティコ・ジュニオールでプロサッカー選手になることと海軍の士官候補生になることが夢であったが、海軍に入隊するためにカルタヘナに移ったため、前者は実現しなかった。その後、異動となったレティシアでは、艦の乗組員と共に地元のクラブやブラジル、ペルーのチームと試合をしていた。
1947年にボゴタに異動となり、プラテンセ、ナリーニョの元チームメートで友人のロベルト・ペロ・ガメスの勧めでインデペンディエンテ・サンタフェの入団テストを受けた。1948年に海軍との兼職でサンタフェに加入し、インデペンディエンテ・メデジン戦でプロデビューを果たした。この試合において、ナレーターのカルロス・アルトゥーロ・ルエダが日本人の子孫であるドクのことを「Casimoto」の愛称で呼んだ。同年12月5日午後に行われた試合でミジョナリオスがジュニオールを6-1で破ったことにより、残り2節で2位ジュニオールとの勝ち点差が6となり、サンタフェの優勝が決定した。同日夜にはサンタフェがウニベルシダ・ナシオナルに4-1で勝利した。ドクは1年目からレギュラーとして活躍し、翌年にはチームの主将を務めた。1951年、コロンビア代表に初選出され、パラグアイ代表戦に出場した。
1952年、「日本へ行けるかもしれない」と考え、朝鮮戦争行きを志願し、サンタフェを退団した。サンタフェ所属時は主に背番号6のユニフォームを着用し、代表でも背番号は6であった。海軍の一員として日本に駐留中に父親の故郷である竹原を訪れ、父親の家族に会った。帰国後はミジョナリオスに所属し、1959年に選手を引退した。日本人の血が流れていることを誇りに思っており、選手時代は「白い鉢巻」がトレードマークであった。
父親が出生時に日本国籍取得に必要な手続きを行わなかったため、コロンビア国籍しか有していなかったが、バランキージャの日系人協会に深く関わり、国勢調査や就職支援を行っていた活動が評価され、1959年に日本国籍を寄与された。
引退後はアマチュアクラブの指導者となった。1960年にはアトランティコ県選抜チームの監督となり、全国大会決勝でマグダレーナ県選抜チームを2-1で破り、全国優勝を果たした。
1960年に海軍を退役すると、地元の建設会社に勤めた後、コロンビア、エクアドル、ベネズエラの物産展を世界各地で開催する船会社に入り、長期間の航海を繰り返した。
1985年、ドクの発案により、バランキージャ市で日本・コロンビア友好協会が設立され、会長を務めた。また、朝鮮戦争退役軍人協会でも法務部門の代表を務めた。
1990年、勲五等瑞宝章を受勲した。
2022年12月20日、バランキージャ市で老衰のため死去。インデペンディエンテ・サンタフェ初優勝時のメンバーのうち、最後の生存者であった。

## 獲得タイトル
- カテゴリア・プリメーラA：1回
  - 1948